# Friedrich Reutner
Friedrich Reutner (* 14. Mai 1937 in Dinslaken, Deutschland) ist ein deutscher Wirtschaftswissenschaftler, der sich insbesondere mit der Unternehmensführung beschäftigt.

## Leben
Friedrich Reutner, 1937 in Dinslaken geboren, studierte in München und Köln unter anderem als Schüler von Erich Gutenberg und Alfred Müller-Armack Betriebswirtschaft. Ab 1. Mai 1965 übernahm er die Leitung der Marktforschungsabteilung bei den Herbol-Werken AG. Nach zwei Jahren Arbeit als Wissenschaftlicher Assistent an der Universität zu Köln und freier Marketing-Mitarbeiter bei den Herbol-Werken, promovierte er am 19. Juni 1968 mit Auszeichnung. Nach der Promotion über ein chemisch-analytisches Thema war er zunächst im Vertrieb, dann als Mitglied der Geschäftsleitung der Herbol-Werke (BASF-Gruppe) tätig, ab 1971 als Prokurist der Firma Kurt Herberts (Hoechst-Gruppe), Wuppertal und ab 1973 als Vertriebsdirektor dieser Firma. Zusätzlich war er seit 1974 Vertriebs-Geschäftsführer der Standox GmbH und seit 1975 Verwaltungsratsmitglied der Herberts-Belgien, Brüssel.
Im Jahr 1976 wurde er Vertriebs-Geschäftsführer des traditionsreichen Einzelunternehmens Friedrichsfeld GmbH in Mannheim (heutige Aliaxis Deutschland), ab 1979 Geschäftsführer für Vertrieb und Technik, ab 1983 alleiniger Geschäftsführer bzw. Alleinvorstand. Reutner führte das ehemalige Steinzeug-Unternehmen mit neuen Produkten und Sparten aus einer existenzbedrohenden Krise. Nach der Sanierung beschäftigte das Unternehmen noch 800 Mitarbeiter. In der inzwischen in FRIATEC AG umbenannten Firma arbeiteten in 6 Sparten und 42 Gesellschaften sowie 13 Kontaktbüros weltweit bis zu 2500 Beschäftigte. Nach mehrfachem Verkauf der Aktienmajorität entnahmen die neuen Gesellschafter Sparten und Tochtergesellschaften aus der FRIATEC AG.
Außerhalb der Friatec-Gruppe war Reutner Beiratsmitglied in
- Commerzbank AG, Frankfurt/Mannheim bis 30. September 2001
- Landesbank Baden-Württemberg, Stuttgart
- Technische Akademie e.V., Mannheim
- Präsident und später Ehrenpräsident des Kunststoffrohr-Verbandes e.V., Bonn
- Erster Vizepräsident der Industrie- und Handelskammer Rhein-Neckar bis Ende 2001; seitdem Ehrenmitglied des Präsidiums
- Mitglied des Vorstands der Aktionsgemeinschaft Soziale Marktwirtschaft

## Lehre
Von 1989 bis 2002 las Professor Reutner an der Technischen Universität Darmstadt Vorlesungen über das Thema „Strategische Unternehmenspolitik“.

## Werke
- Umstrukturierung eines Traditionsunternehmens. In: Zeitschrift für Betriebswirtschaft. Band 56, Nummer 12, 1986, ISSN 0044-2372, ZDB-ID 201074-4, S. 1170–1181.
- Turn Around – Strategie einer erfolgreichen Umstrukturierung. 3. Auflage Landsberg 1988
- Die Strategie-Tagung – Strategische Ziele systematisch erarbeiten und Massnahmen festlegen. 2. Auflage, Wiesbaden 1992
- Turn around – Strategies for Successful Restructuring. Blackwell Publishers, Cambridge 1993
- Der effiziente Staat – Fiktion oder Vision? 3. Auflage, Gabler Verlag, Wiesbaden 1996 (vom Bund Deutscher Unternehmensberater zum „Buch des Jahres 1997“ gewählt)
- Erfolgsnationen vor dem Abstieg bewahren: Die fehlgesteuerte Egologik und fachliche Mängel gefährden den Wohlstand. 2. Auflage, Lucius & Lucius, 2010.

## Ehrungen

### Auszeichnungen
- 1990 Wirtschaftsmedaille des Landes Baden-Württemberg
- 1993 Berufung zum Honorarprofessor an der Technischen Universität Darmstadt
- 1997 Bestellung zum Ehrensenator der Ruprecht-Karls-Universität Heidelberg
- 1997 Verleihung der Goldenen Ehrennadel der Mittelstands- und Marktwirtschaft

Sonstiges:
- seit 1998 Vorstand der Aktionsgemeinschaft Soziale Marktwirtschaft
- von April 2001 bis 2009 Aufsichtsrat LRP Capital GmbH

## Friedrich-Reutner-Preis
Der von Reutner gestiftete Friedrich-Reutner-Preis wird seit 2011 an Nachwuchswissenschaftlerinnen an der Medizinischen Fakultät Heidelberg für bedeutsame, eigenständige Arbeiten verliehen.